# فيرنويل سور فيين
فيرنويل سور فيين (بالفرنسية: Verneuil-sur-Vienne)‏ هي بلدية في مقاطعة فيين العليا بمنطقة أقطانية الجديدة، غرب فرنسا.